# GAZ-51
GAZ-51 a fost un camion produs de GAZ din 1946 până în 1975. Proiectarea camionului s-a bazat pe camionul militar Studebaker US6 care a fost utilizat în cea mai mare parte în Uniunea Sovietică. Vehiculul a înlocuit modelul GAZ-MM care a încetat să fie produs în 1951, în ciuda faptului că producția din Bulgaria și Italia a continuat până în 1971. Aproximativ 1 milion de unități ale camionului au fost vândute în întreaga lume și a fost deosebit de popular în Uniunea Sovietică și în țările vecine.

## Istoric
În 1946 GAZ a început să proiecteze un camion nou cu un model bazat pe camionul Studebaker US6 care a fost folosit în Uniunea Sovietică în timpul celui de-al doilea război mondial. Camionul a fost numit GAZ-51 și a fost lansat în următoarele luni. Vehiculul din acel moment a fost produs împreună cu GAZ-MM. În 1946 au fost vândute aproximativ 5.000 de unități ale camionului. Camionul nu a fost foarte popular în acel an datorită popularității modelului GAZ-MM.
În 1949 au fost vândute aproximativ 39.000 de unități ale camionului, iar în 1951 GAZ a întrerupt GAZ-MM în Uniunea Sovietică în favoarea camionului GAZ-51. În 1956, camionul a primit motoare modernizate și o grilă mai modernă în comparație cu modelele anterioare. Camionul a fost exportat și în Grecia, Italia, România, Armenia și Cuba. În 1958, aproximativ 300.000 de unități ale camionului au fost vândute în întreaga lume. În 1961 GAZ a lansat noul GAZ-53, iar în 1975 GAZ-51 a fost întrerupt, aproximativ 100.000 de unități fiind vândute în acel an înainte de a fi întreruptă.